# Mordella knulli
Mordella knulli är en skalbaggsart som beskrevs av Liljeblad 1922. Mordella knulli ingår i släktet Mordella och familjen tornbaggar. Inga underarter finns listade i Catalogue of Life.